# Reutlingen (huyện)
Reutlingen là một huyện (Landkreis) ở giữa Baden-Württemberg, Đức. Các huyện giáp ranh là (từ phía bắc theo chiều kim đồng hồ) Esslingen, Göppingen, Alb-Donau, Ostalbkreis, Biberach, Sigmaringen, Zollernalbkreis và Tübingen.

## Lịch sử
Huyện có từ Oberamt Reutlingen, được lập năm 1803 khi thành phố tự do trước đó Reutlingen thuộc Württemberg. Vào năm 1934 đơn vị này đã được chuyển thành huyện, vào năm 1938, huyện Urach bị giải thể và chia ra giữa các huyện Reutlingen và Münsingen. Vào năm 1973, huyện Münsingen bị giải thể, phần lớn lãnh thổ đã được nhập vào huyện Reutlingen. Một vài đô thị từ các huyện Tübingen, Saulgau, Sigmaringen và Nürtingen cũng được bổ sung vào huyện này.

## Địa lý
Huyện này tọa lạc ở vùng Schwäbische Alb. Về phía nam huyện gần gặp sông Danube.

## Xã và đô thị
| Thị trấn                                                                                         | Xã | |
| ------------------------------------------------------------------------------------------------ | --- | --- |
| 1. Bad Urach 2. Hayingen 3. Metzingen 4. Münsingen 5. Pfullingen 6. Reutlingen 7. Trochtelfingen | 1. Dettingen an der Erms 2. Engstingen 3. Eningen 4. Gomadingen 5. Grabenstetten 6. Grafenberg 7. Hohenstein 8. Hülben 9. Lichtenstein 10. Mehrstetten | 1. Pfronstetten 2. Pliezhausen 3. Riederich 4. Römerstein 5. Sonnenbühl 6. St. Johann 7. Walddorfhäslach 8. Wannweil 9. Zwiefalten |